# Plastic Tree
Plastic Tree är en japansk rockgrupp som bildades 1993. De debuterade 1997 och släppte sitt första album senare samma år.
Plastic Tree spelade för första gången i Sverige 2 november 2007

## Bandmedlemmar
有村竜太朗 (Arimura Ryutaro)
(Sång/Gitarr)
Född: 6 mars 1973
長谷川 正 ( Hasegawa Tadashi)
(Bas)
Född: 16 november 1970
ナカヤマ アキラ ( Nakayama Akira )
(Gitarr)
Född: 16 januari 1971
佐藤ケンケン ( Sato Kenken ) 
(Trummor)
Född: 8 januari

## Före detta medlemmar
ササブチ ヒロシ ( Sasabuchi Hiroshi )
(ex-trummis)
Född: 12 oktober 1976
大正谷　隆　 ( Osyoudani Takashi )
(ex-trummis)
Född: 15 januari 1972